# The Ten Tenors

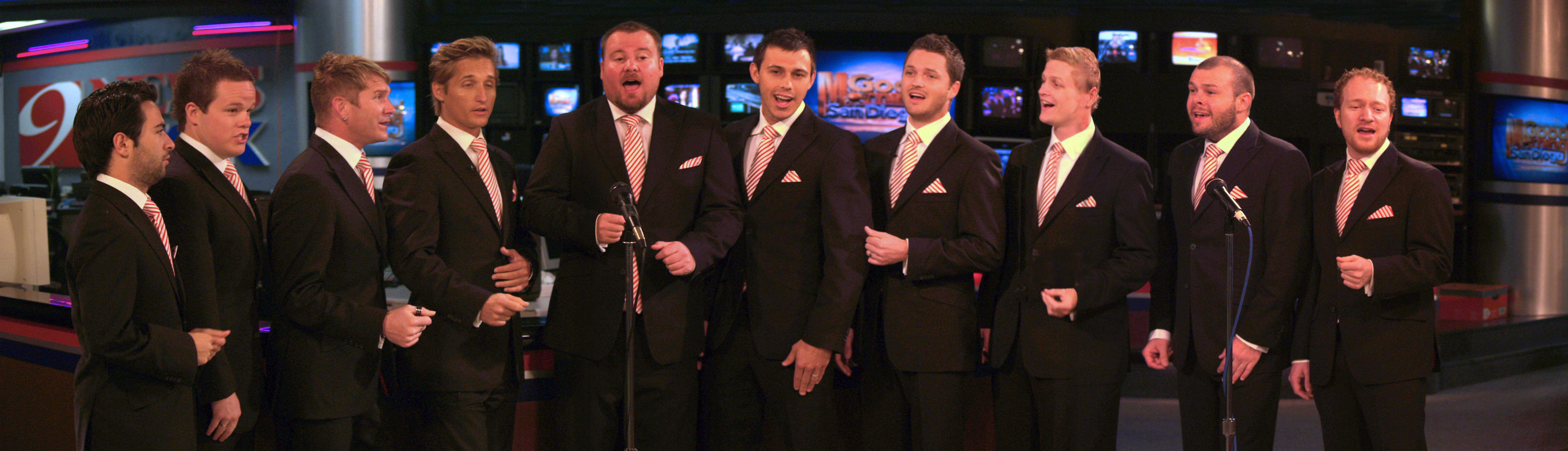
Les "Ten Tenors" dans un concert à San Diego

The Ten Tenors est un groupe australien, créé en 1995 par des étudiants de Brisbane, Australie. Jouant à l'origine dans un style opéra, le groupe a fait ses premiers spectacles en 1998 en Australie. Cependant, en 2002, invités sur le plateau du Concours Eurovision de la chanson, à Kiel en Allemagne, ils ont acquis une plus large notoriété, et sont désormais connus en Allemagne et, plus récemment, aux États-Unis.

## Style
Le groupe s'est éloigné du style purement opéra, même si les ténors ont une formation classique. Ils abordent des genres très différents, le tout avec un peu de comédie : du rock de Queen (dont la chanson Bohemian Rhapsody figure en bonne place durant leurs concerts), un peu de disco avec ABBA et les Bee Gees, un peu de leurs propres chansons et, plus récemment, des titres de John Barry et Don Black, enregistrés sur leur dernier album, Here's to the Heroes aux studios Abbey Road, à Londres.

## Membres
- Steven Sowden
- Shannon "Bomber" Brown
- Drew "Creamy" Graham
- Craig "Chendry" Hendry
- David "Billy the" Kidd
- Liam McLachlan
- Dion Molinas
- Stewart "Sancho" Morris
- Adrian "Gary" Phillips
- Jason "Shorty" Short

Il y a également deux remplaçants, qui chantent quand un membre du groupe n’est pas disponible ou ne peut pas chanter pour telle ou telle raison :
- Jeff "Tuckshop" Teale
- Dominic "Panda" Smith

## Discographie

### Albums
- 2006 - Here's to the Heroes
- 2005 - Tenology  (The Best of so far…)
- 2005 - A Not So Silent Night
- 2004 - Larger Than Life
- 2000 - Untied (paru sous le titre One is Not Enough en Europe)
- 2001 - A Not So Silent Night
- 1999 - Colours
- 1998 - Tenorissimo!

## Vidéographie
- 2000 - Colours - VHS (seulement en Australie et Nouvelle-Zélande)
- 2002 - One Is Not Enough - DVD (Europe)
- 2004 - Larger Than Life - DVD (seulement en Australie, aux États-Unis et au Canada)
- 2006 - Here's To The Heroes – DVD

## Concerts en France
The Ten Tenors ont fait leurs débuts en France dans l’émission de France 2 consacrée au centième anniversaire des Petits Chanteurs à la Croix de Bois, pour laquelle ils ont chanté une chanson de leur album Here's to the Heroes. Ils ont donné leurs premiers concerts français les 12 et 13 mai 2007, respectivement à Paris et à Strasbourg.